# L'últim patriarca
L'últim patriarca és una novel·la escrita per Najat El Hachmi el 2008 i publicada per l'editorial Planeta. El relat està escrit en català i poc després es va publicar la versió en castellà amb el títol El último patriarca, de la mateixa editorial. Gràcies a l'èxit rebut, es va publicar en diverses llengües. El mateix any va obtenir el Premi de les Lletres Catalanes Ramon Llull. Najat El Hachmi havia aparegut pocs anys abans com a autora catalana amb l'assaig Jo també sóc catalana, de l'editorial Columna.
Es tracta d'una novel·la sobre l'emigració i exili dins un escenari sociolingüístic on tenen cabuda les llengües catalana, el rifeny l'espanyol i l'àrab. El personatge principal, fill de les terres rifenyes del Marroc ha d'emigrar a Catalunya on posteriorment s'hi desplaçarà la seva família, i es descriuen les relacions de la filla amb el seu pare, el patriarca, la seva mare i l'entorn. La filla decantarà els seus ideals vers la terra destí més que en la d'origen, on acabarà sentint-se més catalana que no pas rifenya, tot i que molts dels seus costums, malgrat tot, persisteixen.

## Argument
La novel·la conta la història d'un home, Mimoun Driouch, que viu a cavall entre dues cultures, la marroquina i la catalana. El personatge està centrat en la mentalitat autoritària i dèspota fins a l'impossible de Mimoun. Aquesta perspectiva ens la dona la visió que se'n fa des dels ulls d'un altre personatge, la seva filla que es nega a sotmetre's a les imposicions patriarcals d'un home descentrat des de petit que havia estat malcriat sobretot per les dones de la família. Mimoun és un obsessionat per les dones sense tenir-los el respecte que es mereixen i menys a les de la seva pròpia família que les maltracta i les humilia degradant-les al menyspreu més alt. L'obra pot arribar a sorprendre per una banda per les situacions dramàtiques i per altra pels tocs d'humor cínic que no deixa indiferent al lector.